# Phacelia longipes
Phacelia longipes är en strävbladig växtart som beskrevs av John Torrey och Asa Gray. Phacelia longipes ingår i Faceliasläktet som ingår i familjen strävbladiga växter. Inga underarter finns listade i Catalogue of Life.